# Kevin Clash
Kevin Jeffrey Clash (Baltimore, Maryland; 17 de septiembre de 1960) es un titiritero , director y productor Estadounidense. Interpretó y expresó a Elmo en Sesame Street de 1985 a 2012. También interpretó títeres para Labyrinth, Dinosaurs, Oobi y varias producciones de Muppets.
Clash desarrolló un interés por los títeres a una edad temprana y, en su adolescencia, actuó para programas locales de televisión para niños en su ciudad natal de Baltimore , Maryland . Se unió al elenco del Capitán Canguro a principios de la década de 1980 y comenzó a actuar en Sesame Street en 1984. Fue el quinto titiritero en interpretar a Elmo, que se convirtió en su personaje principal, y también se desempeñó como productor ejecutivo y director del espectáculo. Clash trabajó en varias producciones con The Jim Henson Company y ocasionalmente en otros proyectos. La autobiografía de Clash, My Life as a Furry Red Monster, se publicó en 2006; más tarde fue el tema del documental Being Elmo: A Puppeteer's Journey (2011). Renunció a Sesame Street el 20 de noviembre de 2012, después de denuncias de conducta sexual inapropiada, todo lo cual negó y luego fue desestimado debido a la expiración del estatuto de limitaciones. Clash regresó a los títeres como actor secundario en la comedia The Happytime Murders (2018).

## Primeros años
Clash nació en Baltimore, Maryland, el 17 de septiembre de 1960, el tercero de cuatro niños nacidos de George Clash, un soldador de flash y personal de mantenimiento, y Gladys Clash, que dirigía una pequeña guardería en su casa de dos dormitorios y un baño. en la estación Turner de Dundalk, Maryland . Clash desarrolló un interés por los títeres a temprana edad, inspirado en espectáculos infantiles como Kukla, Fran and Ollie y Sesame Street . Hizo su primer títere, una versión de Mickey Mouse, a la edad de 10 años. Cuando tenía doce años, creó un títere de mono con el forro del abrigo de su padre. Sus primeras actuaciones fueron para los niños de la guardería de su madre.
Para cuando era adolescente, había construido casi 90 títeres, basados en comerciales, música popular y sus amigos. Mientras todavía estaba en la escuela secundaria, Clash actuó en lugares en todo Baltimore, incluyendo escuelas, iglesias, eventos para recaudar fondos y eventos comunitarios. Mientras aparecía en un festival de barrio, Clash fue descubierto por la personalidad de televisión de Baltimore Stu Kerr , quien se convirtió en el primer mentor de Clash y lo contrató para actuar en el espectáculo infantil Caboose en el Canal 2 . Clash también construyó títeres para la franquicia de Romper Room . Cuando tenía 17 años, contactó y conoció a un titiritero Kermit Love , quien se convirtió en el mentor de Clash, después de ver a Love en un episodio del documental Call It Macaroni . En 1979, por recomendación de Love, Clash apareció como Cookie Monster en la carroza de Sesame Street durante el Desfile del Día de Acción de Gracias de Macy's , y conoció a Jim Henson , quien más tarde se convirtió en su jefe, mentor y buen amigo.
Cuando tenía 19 años, Clash se convirtió en titiritero del Capitán Canguro , inicialmente como artista invitado, en el que también hacía apariciones ocasionales ante la cámara. Los productores del Capitán Canguro usaron algunas de las creaciones de títeres de Clash para el espectáculo. En 1984, Clash tuvo que rechazar la oferta de Henson de trabajar en su película The Dark Crystal porque estaba trabajando en dos programas de televisión al mismo tiempo, el programa sindicado del Capitán Canguro y Love The Great Space Coaster , en el que fue productor por primera vez.

## Carrera
El Capitán Canguro fue cancelado en 1984 después de 29 temporadas, y Great Space Coaster terminó, liberando a Clash para trabajar en proyectos con Henson como la película Labyrinth y Sesame Street. Clash comenzó a trabajar en Sesame Street durante diez episodios en 1983, principalmente realizando títeres indescriptibles, conocidos como Anything Muppets. Algunos de sus primeros personajes incluyen el juego de saxofón Hoots the Owl (basado en Louis Armstrong), el bebé Baby Natasha y el inventor Dr. Nobel Price. Después de 1985, Elmo, un monstruo peludo rojo, se convirtió en su personaje principal. Cuatro titiriteros, incluido Richard Hunt , habían interpretado a Elmo anteriormente, pero fue el desarrollo de Clash, con una voz de falsete, lo que estableció el personaje.  Basó el carácter de Elmo en los niños en edad preescolar que asistieron a la guardería de su madre en Baltimore y en su propia personalidad y la personalidad de sus padres. Clash siguió el consejo del compañero titiritero Frank Oz , quien le dijo a Clash que siempre "encontrara un gancho especial" para cada personaje. Clash decidió que la característica central de Elmo debería ser que "debería representar el amor". 
Después del apogeo de la popularidad de Elmo, especialmente la moda de " Tickle Me Elmo " en 1996,  aumentaron las responsabilidades de Choque en Sesame Street . Reclutó, audicionó y capacitó a sus titiriteros, y se convirtió en el coordinador senior de Muppet, escritor, director y coproductor del segmento del espectáculo " Elmo's World ". Choque trabajó y fue mentor de los titiriteros de las coproducciones internacionales de Sesame Street .  Encontró trabajar con las coproducciones "muy divertido" y "muy gratificante".. En 2007, fue ascendido a asesor creativo senior para Sesame Workshop. Hasta 2011, fue el único intérprete como Elmo en todas sus apariciones en relaciones públicas, haciendo que su agenda, como la llamaba, "loca".  Cheryl Henson, presidente de la Fundación Jim Henson, lo llamó "esencial" para el espectáculo. 
Clash trabajó en la primera versión cinematográfica de Teenage Mutant Ninja Turtles , en 1990 y en la secuela, Teenage Mutant Ninja Turtles II: The Secret of the Ooze , que se dedicó a Henson, en 1991, dando voz a Master Splinter . Actuó en varias producciones con Jim Henson Productions , incluso como Muppet Clifford en The Jim Henson Hour (1989), e interpretó los títeres para los personajes de Frank Oz ( Miss Piggy , Fozzie Bear , Sam El águila y el animal ) en Muppet Treasure Island (1996). Clash actuó en las películas Muppets from Space (1999) y The Muppets 'Wizard of Oz (2005), y en la serie de televisión Muppets Tonight (1996-1998), en la que retomó a Clifford, quien fue el presentador del programa. Interpretó personajes y trabajó detrás de escena en la comedia Dinosaurios . En 1999, Clash trabajó en una película protagonizada por Elmo, Las aventuras de Elmo en Grouchland .
En 2006, Clash publicó su autobiografía, coescrita por Gary Brozek y Louis Henry Mitchell, titulada Mi vida como un monstruo peludo rojo: lo que me ha enseñado ser elmo sobre la vida, el amor y la risa a carcajadas .  Su vida apareció en el documental de 2011 Being Elmo: A Puppeteer's Journey . 
Después de un paréntesis de varios años, Clash volvió a actuar con la película The Happytime Murders (2018), dirigida por Brian Henson y coproducida a través de Henson Alternative .  Más tarde participó en la serie de Netflix de 2019 The Dark Crystal: Age of Resistance , que sirve como una serie de precuela de la película de 1982 de Jim Henson The Dark Crystal.

## Acusaciones de abuso y renuncia de Sesame Workshop
En noviembre de 2012, Sheldon Stephens, de 23 años, alegó que había tenido una relación sexual con Clash que comenzó cuando Stephens tenía 16 años. Sesame Workshop había presentado inicialmente la acusación en junio, y su investigación encontró que la acusación no tenía fundamento. Clash reconoció que había estado en una relación con el acusador; sin embargo, dijo que la relación era entre adultos que consienten. Stephens luego se retractó de su acusación, pero dos semanas después, otro acusador, Cecil Singleton, hizo acusaciones similares, y el abogado Jeffrey Herman entabló demandas contra Clash.
Clash renunció a Sesame Workshop el 20 de noviembre de 2012 y emitió una declaración que decía: "Los asuntos personales han desviado la atención del importante trabajo que está haciendo 'Sesame Street' y no puedo permitir que continúe por más tiempo. Siento profundamente me iré y espero resolver estos asuntos personales en privado ". Sesame Workshop también emitió una declaración: "Desafortunadamente, la controversia en torno a la vida personal de Kevin se ha convertido en una distracción que ninguno de nosotros quiere, y ha concluido que ya no puede ser efectivo en su trabajo y renunció a 'Sesame Street . "" Ellos declararon que otros titiriteros habían sido entrenados para servir como suplentes de Clash y se harían cargo de sus papeles en el programa.
En julio de 2013, los tres casos contra Clash fueron desestimados porque los reclamos se hicieron más de seis años después de que cada hombre razonablemente hubiera tenido conocimiento de las presuntas violaciones de Clash durante los tres años posteriores a cada uno de los 21 años. Los abogados de Clash expresaron su esperanza de que el fallo permitirle restaurar su vida personal y profesional. Los abogados de los demandantes apelaron el fallo, alegando que los efectos psicológicos del abuso no se hicieron realidad hasta 2012. En abril de 2014, el Tribunal de Apelaciones de los Estados Unidos confirmó la decisión de desestimar las tres demandas. Meses después de que las otras presuntas víctimas hicieron acusaciones legales, Stephens presentó una demanda en Pennsylvania contra Clash, pero finalmente fue desestimado en junio de 2014 porque el estatuto de limitaciones había pasado.

## Vida personal
Clash ha declarado que aunque los niños lo ignoran y le hablan directamente a Elmo, los adultos negros tienden a sorprenderse cuando lo conocen. Él ha declarado en entrevistas que su identidad racial era pertinente a su trabajo, y que apareció en sus actuaciones.
Clash estuvo casado durante 17 años y tiene una hija que nació en 1993.
En noviembre de 2012, a la edad de 52 años, Clash salió públicamente como gay en respuesta a las acusaciones que llevaron a su renuncia a Sesame Workshop, afirmando: "Soy un hombre gay. Nunca me he avergonzado de esto o he tratado de ocultarme pero considero que era un asunto personal y privado". La privacidad de Clash sobre su orientación sexual terminó cuando el sitio web TMZ dio la noticia de que un estudiante universitario de Pensilvania afirmaba que tuvo una relación sexual con Clash que comenzó cuando tenía 16 años. Clash respondió a TMZ y admitió una relación sexual con el acusador, pero respondió que la relación solo ocurrió después de que su acusador era un adulto que dio su consentimiento.
En junio de 2015, se informó que Clash había vendido su apartamento en Manhattan, como lo demuestran los registros públicos recientemente archivados. Desde entonces, se mudó a Los Ángeles para trabajar en otras producciones de la Compañía Jim Henson , incluyendo The Happytime Murders y The Dark Crystal: Age of Resistance , interpretando a Lyle y Mr. Bumblypants en el primero, y Aughra en el segundo.

## Filmografía
| Year      | Title                                                   | Role(s) |
| --------- | ------------------------------------------------------- | --- |
| 1983–2012 | Sesame Street                                           | Elmo, Baby Fats Domino, Benny Rabbit, Billy Idle, Chip Cat, Clementine, Hoots the Owl, Kingston Livingston III, Mario, Paul Pencil, Warren Wolf, Watson, Wolfgang the Seal, Natasha, Mel, Additional Muppets |
| 1985      | Sesame Street Presents: Follow That Bird                | Additional Muppets |
| 1985–1993 | Muppet Meeting Films                                    | Luncheon Counter Monster, Franklin, Bob, additional Muppets |
| 1986      | The Tale of the Bunny Picnic                            | Be-Bop Bunny, Father Bunny, additional Muppets |
| 1986      | Labyrinth                                               | Firey |
| 1987      | Inner Tube                                              | Drummer |
| 1987–1996 | Muppet Sing-Alongs                                      | Billy Bunny, Clifford, Bad Polly, Black Dog, Spa'am, additional Muppets |
| 1987      | A Muppet Family Christmas                               | Elmo, additional Muppets |
| 1988      | Jim Henson's Play-Along Video                           | P.J., Artie, Be-Bop Bunny, Luncheon Counter Monster, additional Muppets |
| 1989      | The Song of the Cloud Forest                            | Nick, Caiman |
| 1989      | The Jim Henson Hour                                     | Leon, Clifford, Bob, Blue-Green Extreme, Codzilla, Himself, additional Muppets |
| 1990      | Teenage Mutant Ninja Turtles                            | Splinter |
| 1990      | The Muppets at Walt Disney World                        | Clifford, Alligator, Frog, Ace Yu |
| 1990      | The Muppets Celebrate Jim Henson                        | Clifford, Elmo, additional Muppets |
| 1990      | Basil Hears a Noise                                     | Elmo, Chip Cat, Watson the Dog and Warren Wolf |
| 1991      | Teenage Mutant Ninja Turtles II: The Secret of the Ooze | Splinter |
| 1991–1994 | Dinosaurs                                               | Baby Sinclair, Howard Handupme, Howlin' Jay, additional characters |
| 1992–1995 | Dog City                                                | Ace Yu (special), Eliot Shag (series), additional Muppets |
| 1994      | Muppet Time                                             | Do Re Mi Monster, Jeffy, Huffy Monster |
| 1995      | Mr. Willowby's Christmas Tree                           | Father Mouse, Owl |
| 1995      | Jumanji                                                 | Special vocal effects |
| 1996      | Muppet Treasure Island                                  | Bad Polly, Black Dog, Spa'am, additional Muppets |
| 1996      | Muppets Tonight                                         | Clifford, Mulch, Bad Polly, Carter, Craniac, Bart, additional Muppets |
| 1996      | Elmo Saves Christmas                                    | Elmo, Natasha, Benny Rabbit |
| 1998      | Elmopalooza                                             | Elmo |
| 1998–2009 | Elmo's World                                            | Elmo, Baby Natasha, Benny Rabbit, Wolfgang the Seal |
| 1999      | Muppets from Space                                      | Clifford, Carter, additional Muppets |
| 1999      | The Adventures of Elmo in Grouchland                    | Elmo, Pestie, Grouch Cab Driver, Grouch Jailer |
| 1999      | CinderElmo                                              | Elmo |
| 2002      | It's a Very Merry Muppet Christmas Movie                | Sam the Eagle |
| 2003–2005 | Oobi                                                    | Randy, additional characters |
| 2005      | The Muppets' Wizard of Oz                               | Clifford, Black Dog, additional Muppets |
| 2008      | Elmo's Christmas Countdown                              | Elmo, Hoots, Billy Bunny, Mel, Mouse King, Wolfgang the Seal |
| 2018      | The Happytime Murders                                   | Lyle, Mr. Bumblypants |
| 2019      | The Dark Crystal: Age of Resistance                     | Aughra, Skeksis skekVar/The General, skekMal/The Hunter, The Gelfling Librarian, Gruenak #1, additional voices                                                                                               |

## Premios y distinciones
- Clash ganó un Daytime Emmy Awards por Mejor artista en una serie infantil por su trabajo como Elmo en Sesame Street en 1990, 2005–2007 y 2009–2013. En total, ha ganado 27 Emmy diurnos y un Emmy en horario estelar.
- Fue el primer recipiente del Premio 'Miss Jean' Worthley por el Servicio a Familias y Niños otorgado por la Televisión Pública de Maryland el 9 de junio de 2007.

El 19 de mayo de 2012, Clash recibió un título honorífico de Washington & Jefferson College.